# Florent Bureau
Pour les articles homonymes, voir Bureau.
Florent-Joseph Bureau, né à Jemeppe-sur-Sambre le 17 décembre 1906 et mort à Uccle (Bruxelles) le 28 juin 1999, est un mathématicien belge.

## Biographie
Florent Bureau naît le 17 décembre 1906 à Jemeppe-sur-Sambre de fils de Marie-Thérèse Charue et d'Isidore-Joseph Bureau, employé aux chemins de fer . Après des études à l’école moyenne d’État à Fleurus et des humanités à l’Athénée royal de Namur, il obtient un diplôme de candidat ingénieur de l’Université de Liège en 1927 et obtient le diplôme de docteur en sciences physiques et mathématiques en 1929. En 1929-1930 à Paris, il suit les cours des mathématiciens Émile Picard, Paul Montel, Gaston Julia et Henri Villat ainsi que le séminaire de Jacques Hadamard. De 1930 à 1932 il séjourne à Berlin, à Copenhague et à Rome, où il suit les cours des géomètres algébriques Federigo Enriques et Francesco Severi, et rencontre Vito Volterra, privé de sa chaire par le régime fasciste.
En 1933, il obtient le diplôme d’agrégé de l'enseignement supérieur à l’Université de Liège, où il est nommé chargé de cours d'algèbre et de théorie des déterminants en 1934 et chargé de cours de mécanique analytique en 1936. Il est promu professeur ordinaire en 1938.
En 1939, il est élu correspondant de l'Académie royale des sciences, des lettres et des beaux-arts de Belgique, dans la Classe des sciences. Il devient membre titulaire en 1944 et dirige la Classe des Sciences en 1953.
Il obtient le prix Francqui en 1952 pour l'«originalité de son esprit créateur, le succès de ses recherches sur les équations aux dérivées partielles, l'étendue de sa culture». En 1954, il participe au comité d'attribution des médailles Fields.
Il a couvert un domaine très vaste allant des géométries algébriques et différentielle à la théorie des fonctions analytiques.

## Documents
- Faire-part de décès par l'Académie royale des sciences, des lettres et des beaux-arts de Belgique : cote à la Bibliothèque royale de Belgique : Ms. III 1756/XII/289 (Cabinet des Manuscrits)